# Sarcophaga andamanensis
Sarcophaga andamanensis är en tvåvingeart som först beskrevs av Nandi 1989.  Sarcophaga andamanensis ingår i släktet Sarcophaga och familjen köttflugor.
Artens utbredningsområde är Andamanerna. Inga underarter finns listade i Catalogue of Life.